# Phillips and Rangeley Railroad
Die Phillips and Rangeley Railroad ist eine ehemalige Eisenbahngesellschaft in Maine (Vereinigte Staaten). Sie wurde am 17. April 1889 mit dem Ziel gegründet, die Strecke der Sandy River Railroad ab Phillips nach Rangeley zu verlängern. Die Bahngesellschaft eröffnete die 46 Kilometer lange Strecke Phillips–Rangeley 1891. Die Spurweite betrug zwei Fuß (610 Millimeter).
Eine Zweigstrecke nach Number 6 wurde 1903 gebaut, die Bahn wurde jedoch als Madrid Railroad ausgegliedert und verselbständigt. Die Strecke gehörte dieser Bahn, lediglich die Betriebsführung oblag der Phillips&Rangeley. Die Bahn pachtete am 5. April 1904 die Eustis Railroad.
Nach dem Konkurs 1905 übernahm am 1. Juli 1908 die Sandy River and Rangeley Lakes Railroad die Phillips&Rangeley. 1932 wurde die Strecke stillgelegt und abgebaut. Ein kurzes Stück bei Phillips kann heute als Museumsbetrieb wieder befahren werden.